# Španělsko na Letních olympijských hrách 1920
Španělsko se účastnilo Letní olympiády 1920 v belgických Antverpách. Zastupovalo ho 58 mužů v 7 sportech.

## Medailisté
| Medaile | Jméno | Sport  | Soutěž      |
| ------- | --- | ------ | ----------- |
| Stříbro | Družstvo mužů | Pólo   | Muži        |
| Stříbro | Patricio Arabolaza Mariano Arrate Juan Artola José María Belauste Sabino Bilbao Agustín Eizaguirre Ramón Equiazábal Ramón Gil Domingo Gómez-Acedo Silverio Izaguirre Rafael Moreno Luis Otero Francisco Pagazaurtundúa José Samitier Agustín Sancho Félix Sesúmaga Pedro Vallana Joaquín Vázquez Ricardo Zamora | Fotbal | turnaj mužů |